# Heidenstadt
La Heidenstadt est un oppidum celtique datant de La Tène finale établi sur la montagne du même nom, entre les communes d’Ernolsheim-lès-Saverne et de Saint-Jean-Saverne, dans le Bas-Rhin. Le site possède à l’époque de sa construction une importante valeur stratégique, permettant le contrôle du Plattenweg, l’une des voies de communication traversant les Vosges.